# Crinipellis filiformis
Crinipellis filiformis är en svampart som beskrevs av G. Stev. 1964. Crinipellis filiformis ingår i släktet Crinipellis och familjen Marasmiaceae.   Inga underarter finns listade i Catalogue of Life.